# Mohamed Assaghir
Mohamed Assaghir est un boxeur marocain né le 27 mai 1993 à Agadir.

## Carrière
Mohamed Assaghir participe à l'épreuve masculine de boxe des poids mi-lourds (-81 kg) des Jeux olympiques de 2020 de Tokyo. Il est éliminé dès le premier tour par le Russe Imam Khataev.
Il est par la suite médaillé d'argent dans la catégorie des moins de 80 kg aux championnats d'Afrique de boxe amateur 2022 à Maputo, s'inclinant en finale contre le Congolais Peter Pita.
Il remporte la médaille d'or dans la catégorie des moins de 86 kg aux championnats d'Afrique de boxe amateur 2023 à Yaoundé.